# Palóczy Lipót
Palóczy Lipót (Pest, 1849. szeptember 1. – Budapest, 1921. március 7.) főreáliskolai tanár, költő.

## Élete
Pollák Mór rajztanár, címfestő és Rubinstein (Richter) Cecilia fia. Szüleivel már gyermekkorában Bajára került; itt végezte a gimnáziumot; az érettségi vizsga után Bécsbe ment, hogy jogot hallgasson. Bécsben 1868-tól 1871-ig jogász volt, majd szülővárosába, Budapestre került vissza, a jogi tanfolyam IV. évét itt végezte; a birói és politikai vizsgálatokat letette. 1872-ben a budapesti királyi ítélőtáblához felesküdött joggyakornoknak. A főváros egyesítése alkalmából 1873-ban mint hivatalnok Budapest főváros szolgálatába lépett. Eleinte tanácsi fogalmazó-gyakornok volt, majd a tanács katonai ügyosztályánál segéd lett. Ekkor döntő fordulat állott be életében. Régibb irodalmi s tudományos hajlamainál fogva sem a jogi s még kevésbé a tisztviselői pályához elég kedvet nem érezvén, a tanári pályára lépett és 1875-ben letette a magyar és francia nyelvből és irodalomból a képesítő vizsgálatot, mire Trefort Ágoston miniszter még azon év szeptemberében kinevezte a budapesti II. kerületi (budai) reáliskolához a francia nyelv és irodalom rendes tanárának. Emellett 1882-ben az országos szinészeti iskolához is alkalmazták a francia nyelv, majd 1883-ban a külön miniszteri megbízás folytán a Magyar Királyi Zeneakadémiához az olasz nyelv rendkívüli tanárának. Baross Gábor miniszter 1889-ben szervezvén az új «vasúti szaktanfolyamot», meghívta abba mint a francia nyelv szaktanárát, minek következtében a szinészeti iskolánál viselt állásától megvált. A mondott szaktanfolyamnál 3 évig működött s ez idő után túlságos elfoglaltsága miatt ez állásáról lemondott. 1895-től mint Messi Antal utódja a budapesti kereskedelmi akadémiában tanította az olasz nyelvet. Már ifjú korában sajátította el a német, francia, olasz és angol nyelvet, kissé a szerbet és lengyelt is. Beutazta Európa számos országát, megfordult Francia-, Angol-, Olasz-, Német- és Svédországban, továbbá Dániában, Hollandiában, Svájcban, Ausztriában, Belgiumban, Norvégiában. Többször tartózkodott huzamosabb ideig Párizsban, Olaszországban és Németország nevezetesebb városaiban. 1886-től ő eszközölte a hivatalos fordításokat magyarra a svéd, dán, norvég, holland, portugal és spanyol nyelvekből. Pollák családi nevét 1872-ben változtatta Palóczira. Elhunyt 1921. március 7-én délelőtt 11 óra órakor Budapesten gégerákban. Neje Chon Olga volt.

## Költészete, írásai
Tóth Kálmán költő által buzdítva, verseivel már a bajai önképzőkörben föllépett, eredeti és fordított költeményei közül néhány nyomtatásban is megjelent az akkori bajai gimnáziumi almanachban; első dolgozatai a francia irodalom és történet köréből a Rákosi Jenő által szerkesztett Reformban jelentek meg, mely lapnak 1871-től 1875-ig belső munkatársa volt; azonkívül 1874-75-ben az Ágai Adolf által szerkesztett Magyarország és a Nagyvilágban a kritikai heti rovatot szerkesztette. Mint lírikus költőt Szász Károly és Győry Vilmos mutatták be a Kisfaludy Társaságban 1874-76-ban, többször olvastak fel tőle eredeti költeményeket a társaság ülésein. Eredeti, valamint angol, francia, olasz és svéd nyelvekből fordított költeményei megjelentek főleg a Magyarország és a Nagyvilágban, a Fővárosi Lapokban, a Bodnár Zsigmond Havi Szemléjében, a Nemzetgazdasági Közlöny szépirodalmi mellékletében, sat. Azonkívül számos irodalmi útleírási, néprajzi, sat. cikket közölt tőle 1871 óta a Pesti Hírlap, a Fővárosi Lapok, a Külföld, az Athenaeum, az Ország-Világ, a Magyarország és a Nagyvilág, Földrajzi Közlöny, sat., a hazai német lapok közül főleg sok tárcacikket a Pester Lloyd és a Neues Pester Journal, irodalmi esszéket az Ungarische Revue, sat. Külföldi lapok is közöltek tőle cikkeket, így a Wiener Zeitung, Neue Fr. Presse és a Neues Wiener Tagblatt, hosszabb, a magyar szellemi élet ismertetését célzó esszéket a lipcsei Unsere Zeit és a lipcsei Magazin für die Litteratur des Auslandes; több útleírása a bécsi Rundschau für Geographie und Statistikben jelent meg, melynek 1876 óta állandó munkatársa volt, ahol a magyar nyelvészek és földleírók munkásságát ismertette. Egy ideig a párizsi Siècle-nek és a zürichi Abendpostnak is levelezője volt Budapestről; a Pallas Nagy Lexikonának is munkatársa volt (modern nyelvek és irodalmak).

## Munkái
- Zur Ethnographie Polens. Wien, 1871.
- Lammermoori menyasszony. Írta Walter Scott, angolból ford. Pest, 1872. (Palóczy L. Lajos névvel. Családi Könyvtár XV. Uo. 1884.)
- Lafontaine meséi. (Szemelvények). A reáliskolák felsőbb osztályai számára. Irodalomtörténeti bevezetéssel, tárgyi s nyelvtani magyarázatokkal s szótárral. Uo. 1877.
- Franczia nyelv- és olvasókönyv a reáliskola alsó osztályai számára. Ugyanott, 1881., 1884. Két rész.
- Sillabaire français. (Első oktatás a franczia nyelvben). Ugyanott, 1888. (3. kiadás).
- Gyakorlati olasz nyelvtan dr. Ahn tanmódszere nyomán. Uo. 1888. (2. kiadás 1896., 3. tetemesen javított és a kiejtés pontos megjelölésével gazdagított kiadás 1902. Uo.).
- Budapest und seine Umgebung. Linz, (1894. 2. kiadás 1896. Uo. Städte-Bilder 124., 125.).
- Ezredéves kiállítási kalauz. Számos képpel és kiállítási tervrajzzal Budapest, 1896. (Németül. Uo. 1896.).
- Budapest és környéke. Baedeckerszerű útmutató a magyar fő- és székvárosban és környékén idegenek és helybeliek számára. Az ezredéves kiállítást tárgyaló függelékkel és a főváros környéke és a kiállítás térképével. Uo. 1896.
- Les doigts de fée. (Tündérújak). Írták Scribe és Leguové. Kiadta Uo. 1901. (Franczia Könyvtár).

### Kéziratban
- Ungarische Unterrichtsbriefe für Deutsche, a berlini Langenscheidt cég számára Balassa József társaságában készült nagyobb terjedelmű munka.